# René Prioux
René Jacques Adolphe Prioux (Bordeaux, 11 aprile 1879 – Algeri, 16 giugno 1953) è stato un generale francese, già distintosi nel corso della prima guerra mondiale come ufficiale di stato maggiore. Professore presso la École supérieure de guerre, fu poi direttore della missione militare francese in Polonia tra il 1929 e il 1932. Dopo lo scoppio della seconda guerra mondiale fu nominato comandante del Corpo d'armata di Cavalleria e poi della Ie Armée nel corso della battaglia di Francia..

## Biografia
Nacque a Bordeaux l'11 aprile 1879, figlio di Adolpe Félix e di Louise Adéle Anna Kermann. Si arruolò volontario, con ferma per 4 anni, a Bernay (Eure) il 9 agosto 1897, in forza all'arma di cavalleria presso il 6º Reggimento dragoni. Il 30 ottobre successivo iniziò a frequentare la École spéciale militaire de Saint-Cyr, da cui uscì con il grado di sottotenente in servizio presso il 6º Reggimento cacciatori il 1 ottobre 1899. Promosso tenente due anni dopo, raggiunse poi il 21º Reggimento cacciatori  (24 gennaio 1907), fece un periodo di servizio presso lo stato maggiore del XIX Corpo d'armata (22 ottobre 1908), e poi entrò in servizio presso la 1ª Brigata di cavalleria d'Algeria (22 ottobre 1910). Promosso capitano fuori quadro il 27 marzo 1911, il 25 dicembre successivo raggiunse il 3º Reggimento Cacciatori d'Africa e poi fu nuovamente messo fuori quadro nel marzo 1914.
Lo scoppio della prima guerra mondiale lo colse in servizio presso il Grand quartier général de l'Armée e poi, dal 7 novembre, presso lo stato maggiore del XXXIV Corpo d'armata. Fu quindi distaccato presso lo stato maggiore del distaccamento dell'Armée des Vosges, poi in quello della VIIe Armée, quindi in quello del distaccamento dell'armata del Belgio. Fu infine nominato membro dello stato maggiore del XXXVI Corpo d'armata il 22 maggio 1915, divenne maggiore il 9 aprile 1917, quindi lasciò il XXXVI Corpo d'armata per il 5º Reggimento dragoni il 18 febbraio 1918. Fuori quadro presso lo stato maggiore della 164ª Divisione fanteria, divenne capo di stato maggiore della 52ª Divisione fanteria il 10 febbraio 1919.
Nel marzo 1919 fu trasferito in servizio presso lo stato maggiore del Marocco, seguì poi il corso presso la École supérieure de guerre nel settembre dello stesso anno, venendo messo fuori quadro per decisione ministeriale. Professore presso la École supérieure de guerre nel 1921, fu responsabile del corso di cavalleria nel gennaio 1923, ottenne il grado di tenente colonnello il 25 dicembre 1923. Entrò in servizio presso all'8º Reggimento Spahis il 21 agosto 1925, che comandò a partire dal marzo 1926. Assegnato per ordine diretto all'11º Reggimento corazzieri, fece parte della missione militare francese in Polonia nel 1929, assumendone la direzione il 9 ottobre 1931 e fu promosso generale di brigata il 12 agosto 1932.
Rientrato in servizio nel settembre 1932, ricevette il comando della cavalleria tunisina nell'ottobre dello stesso anno. Il 1º febbraio 1936 fu nominato Direttore della Cavalleria presso il Ministero della Guerra e fu promosso generale di divisione il 10 del mese successivo. L'11 febbraio 1938 fu promosso generale di corpo d'armata e assunse il comando della 7ª Regione militare a Besançon, divenne poi Ispettore generale della Cavalleria (1 febbraio 1939) pur mantenendo il comando della 7ª Regione militare dove fu definitivamente sostituito nell'incarico il 25 maggio 1939. Il 2 settembre 1939, allo scoppio della seconda guerra mondiale, fu posto al comando del Corpo d'armata di cavalleria entrando con esso il Belgio, secondo il piano operativo Dyle-Breda. Suo compito era di rallentare l'avanzata delle forze tedesche verso il valico di Gembloux impegnandoli nella battaglia di Hannut.
Dopo la morte a causa di un incidente stradale del generale Gaston Billotte, comandante del 1º Gruppo di armate, sostituì il generale Georges Maurice Jean Blanchard al comando della Ie Armée il 26 maggio 1940, in piena battaglia di Francia, e cadde prigioniero di guerra il 29 di quello stesso mese. Trascorse la prigionia presso l'Oflag IV B nei pressi della fortezza di Königstein.  Rimpatriato nell'aprile 1942, fu subito posto in posizione di riserva dal governo di Vichy nel mese di maggio, venendo promosso generale d'armata in settembre. 
Dopo l'operazione Torch, fu nominato comandante delle forze armate in Nord Africa alle dipendenze del generale Henri Giraud, "comandante civile e militare" in Algeria. A partire dal 5 dicembre 1942 ricostituì gli uffici di reclutamento per i francesi residenti in Africa e le sezioni speciali di reclutamento per gli indigeni, già esistenti prima del 1940. Partecipò così alla mobilitazione per la campagna di Tunisia. Ma il 29 marzo 1943 proclamò la sua fedeltà al Maresciallo Philippe Pétain a Dakar e il giorno successivo a Bamako. Il generale Charles de Gaulle lo rimosse subito dall'incarico e lo mise definitivamente in pensione. Trascorse gli ultimi anni dimenticato, e si spense ad Algeri il 16 giugno 1953. Mentre esisteva il regime di Vichy, di cui era un entusiastico sostenitore, egli promulgò una guida antisemita presso gli alti dirigenti delle forze armate francesi di Vichy.

## Pubblicazioni
- Souvenirs de guerre 1939–1943, Librairie Flammarion, Paris, 1947.

### Annotazioni
1. ↑  Insieme a lui vennero allontanati il governatore generale dell'Algeria Marcel Peyrouton, il governatore dell'AOF Pierre Boisson, il comandante delle Forze francesi in Marocco generale Charles Noguès, e il comandante dell'aviazione in Nord Africa generale Jean Marie Bergeret.

### Fonti
1. 1 2 3 4 5 6 7 8 9  Generals.
2. 1 2 3 4 5 6 7 8 9 10  Leonore.
3. 1 2  Zabecki 1999, p. 1388.
4. ↑  Holland 2010, pp. 316-317.
5. ↑  New York Times.
6. ↑  Reading Eagle.
7. ↑  Tasca 1996, p. 24.